# Bibelserien
"Bibelserien" eller "The Bible" kallas den tysk/amerikansk/italienska tv-serie som sändes 1993–2002 och baserades på kända berättelser från Bibeln.

## Avsnitt i serien
- Genesis: Skapelsen och Floden (Avsnitt 1 av 21)
- Abraham (Avsnitt 2-3 av 21)
- Jacob (Avsnitt 4 av 21)
- Josef (Avsnitt 5-6 av 21)
- Moses (Avsnitt 7-8 av 21)
- Simson och Delila (Avsnitt 9-10 av 21)
- David (Avsnitt 11-12 av 21)
- Salomo (Avsnitt 13-14 av 21)
- Jeremia (Avsnitt 15 av 21)
- Ester (Avsnitt 16 av 21)
- Jesus (Avsnitt 17-18 av 21)
- Paulus (Avsnitt 19-20 av 21)
- Uppenbarelseboken (Avsnitt 21 av 21)